# Tarzan
Tarzan je izmišljeni lik i junak iz popularnog serijala knjiga američkoga pisca Edgara Ricea Burroughsa.
Edgar Rice Burrougs je započeo svoj književni rad 1912. godine za vrijeme nezaposlenosti. Pisao je rukom, na praznim stranicama starih pisama i bilješki papira, jer nije imao novac za kupnju papira. 
Priču o Tarzanu uspio je prodati časopisu All-Story Magazine za 700 dolara koja je postala vrlo popularna. Slijedio je niz stripova, 23 romana i igranih filmova. 
Tarzan je postao jedan od najpopularnijih likova popularne kulture 20. stoljeća. 

## Priča o Tarzanu
Prvi roman "Tarzan of the Apes" (na hrvatski preveden kao "Tarzan među majmunima") opisuje bračni par Greystoke koje pobunjeni mornari ostavljaju na pustoj afričkoj obali, otprilike u današnjem Kongu (Brazzaville). Tarzanova majka nakon porođaja upada u sve teže psihičke probleme i bolest te umire. Otac nastrada u napadu velikih majmuna, no majmunica Kala koja je izgubila mladunče, uzima malog Tarzana i podiže ga kao vlastitog potomka. Tarzan se kao mladić nađe ponovno u kolibi u kojoj je rođen i pomoću slikovnica nauči čitati, a da nije znao govoriti nijedan ljudski jezik, no zato se izvrsno sporazumijeva sa svim životinjama. Havarija znanstvene ekspedicije na istoj obali, dovest će ga u vezu s civilizacijom i njegovom najvećom ljubavi, Amerikankom Jane Porter i prijateljem Francuzom, Phillipom d'Arnotom.
Pisac nikada nije bio u Africi, a informacije o tamošnjem životu se oslanjaju na bilješkama istraživača Henryja Mortona Stanleyja i Rudyarda Kiplinga i njihovim djelima.

## Književna izdanja Tarzana na engleskom jeziku
- Tarzan of the Apes (1912.)
- The Return of Tarzan (1913.)
- The Beasts of Tarzan (1914.)
- The Son of Tarzan (1915.)
- Tarzan and the Jewels of Opar (1916.)
- Jungle Tales of Tarzan (1919.)